# Plagithmysus immundus
Plagithmysus immundus là một loài bọ cánh cứng trong họ Cerambycidae.